# José Bernardo da Silva Cabral
José Bernardo da Silva Cabral ComNSC (Fornos de Algodres, Algodres, 27 de Julho de 1801 — Lumiar, Lisboa, 25 de Março de 1869), 1.° Conde de Cabral, foi um político português.

## Biografia
Fidalgo da Casa Real, por alvará de 21 de Dezembro de 1843, Bacharel em Cânones pela Faculdade de Cânones da Universidade de Coimbra, magistrado, Ministro e Secretário de Estado, por diversas vezes Deputado às Cortes, Par do reino e Conselheiro de Estado efectivo, foi um importante político cartista, que, com seu irmão António Bernardo da Costa Cabral, protagonizou o governo dos Cabrais, contra o qual ocorreu a sublevação da Maria da Fonte. Depois da Patuleia, ocupou o lugar mais à direita na esfera política liberal e entrou em conflito aberto com o irmão, festejando a saída deste do governo provocada pela Regeneração. Na verdade, José Bernardo não teria qualquer influência política após 1851.
Foi Comendador da Ordem de Nossa Senhora da Conceição de Vila Viçosa a 21 de Março de 1840.
Entre 1850 e 1855 foi o 7º Grande Comendador do Supremo Conselho afecto ao Grande Oriente Lusitano e 16.º Grão-Mestre do Grande Oriente Lusitano.
Faleceu aos 67 anos no Paço do Lumiar e foi a sepultar ao Cemitério dos Prazeres em jazigo de família.